# 梯形公式

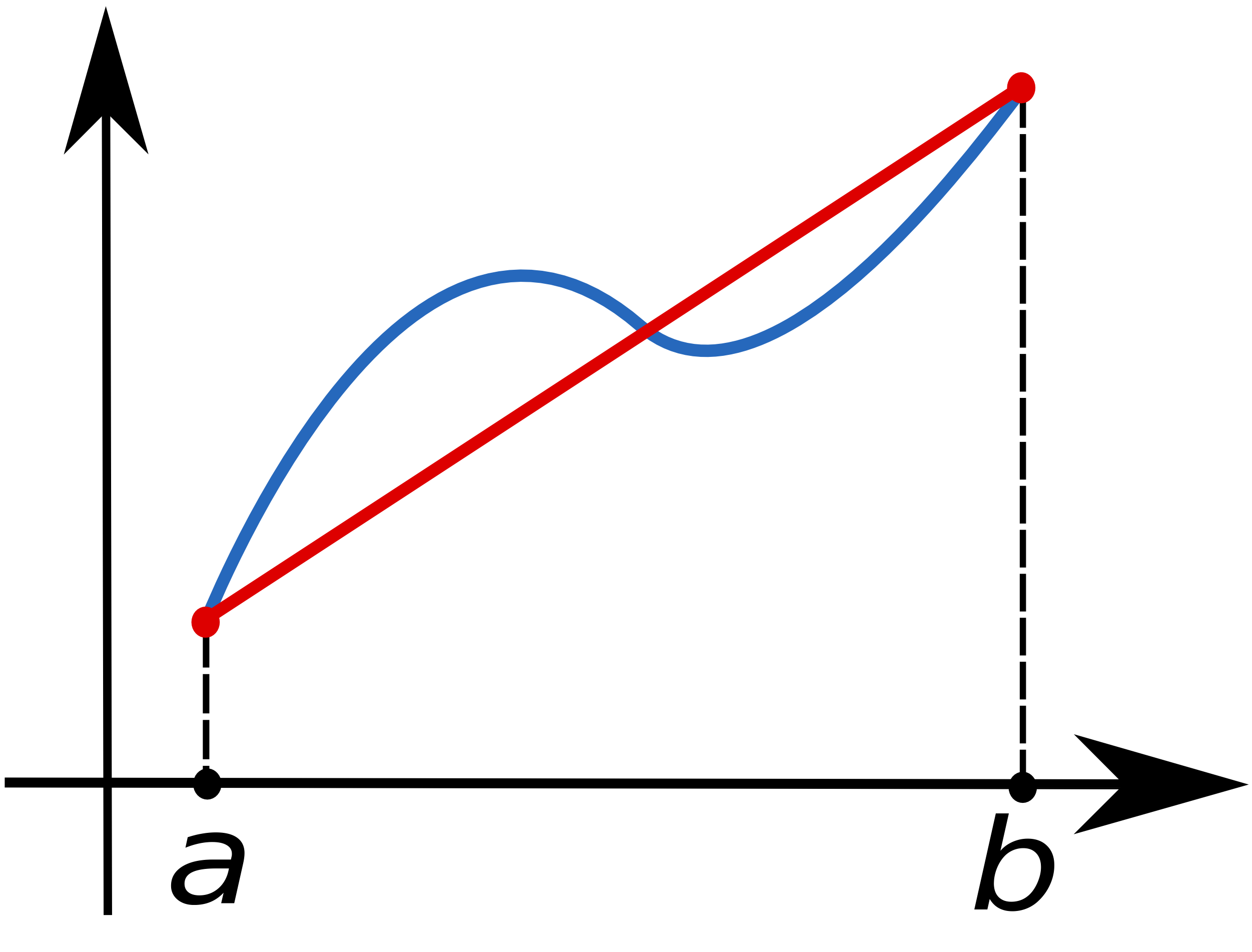
線性函數（紅色）會作用估算函數 （藍色）。

梯形公式是數學中数值积分的基础公式之一：{\displaystyle \int _{a}^{b}f(x)\,dx\approx (b-a){\frac {f(a)+f(b)}{2}}.}

## 公式由来
由积分中值定理可得
{\displaystyle \exists \xi \in [a,b]\int \limits _{a}^{b}f(x)dx=(b-a)f(\xi )}，
但由于ξ其值一般难于确定，故难以准确算出{\displaystyle f(\xi )}的值。
如果用两端点{\displaystyle f(a)}与{\displaystyle f(b)}的算术平均值估算{\displaystyle f(\xi )}，有
{\displaystyle \int \limits _{a}^{b}f(x)dx\approx {\frac {b-a}{2}}[f(a)+f(b)]}，
这就是梯形公式。
类似地，如果用区间中点{\displaystyle c={\frac {a+b}{2}}}其高度{\displaystyle f(c)}取代{\displaystyle f(\xi )}，从而有中矩形公式
{\displaystyle \int \limits _{a}^{b}f(x)dx\approx (b-a)f({\frac {a+b}{2}})}。

## 复合求积公式

### 每一區間相同

梯形公式的示意圖（長度相同的區間）。

為了計算出更加準確的定積分，可以把積分的區間{\displaystyle [a,b]}分成{\displaystyle N}份，當中{\displaystyle N}趨向無限，分割出的每一個區間長度必定要是一樣的，然後就可以應用梯形公式：
{\displaystyle \int _{a}^{b}f(x)\,dx\approx {\frac {b-a}{N}}\left[{f(a)+f(b) \over 2}+\sum _{k=1}^{N-1}f\left(a+k{\frac {b-a}{N}}\right)\right].}
亦可以寫成：
{\displaystyle \int _{a}^{b}f(x)\,dx\approx {\frac {b-a}{2N}}\left(f(x_{0})+2f(x_{1})+2f(x_{2})+\cdots +2f(x_{N-1})+f(x_{N})\right)}
當中
{\displaystyle x_{k}=a+k{\frac {b-a}{N}},{\text{ for }}k=0,1,\dots ,N}
其余项为
{\displaystyle R_{n}(f)=-{\frac {b-a}{12}}h^{2}f''(\eta ),\eta \in (a,b)}
當區間的長度並不相同時，這一條公式便不能使用。

### 每一區間並不相同

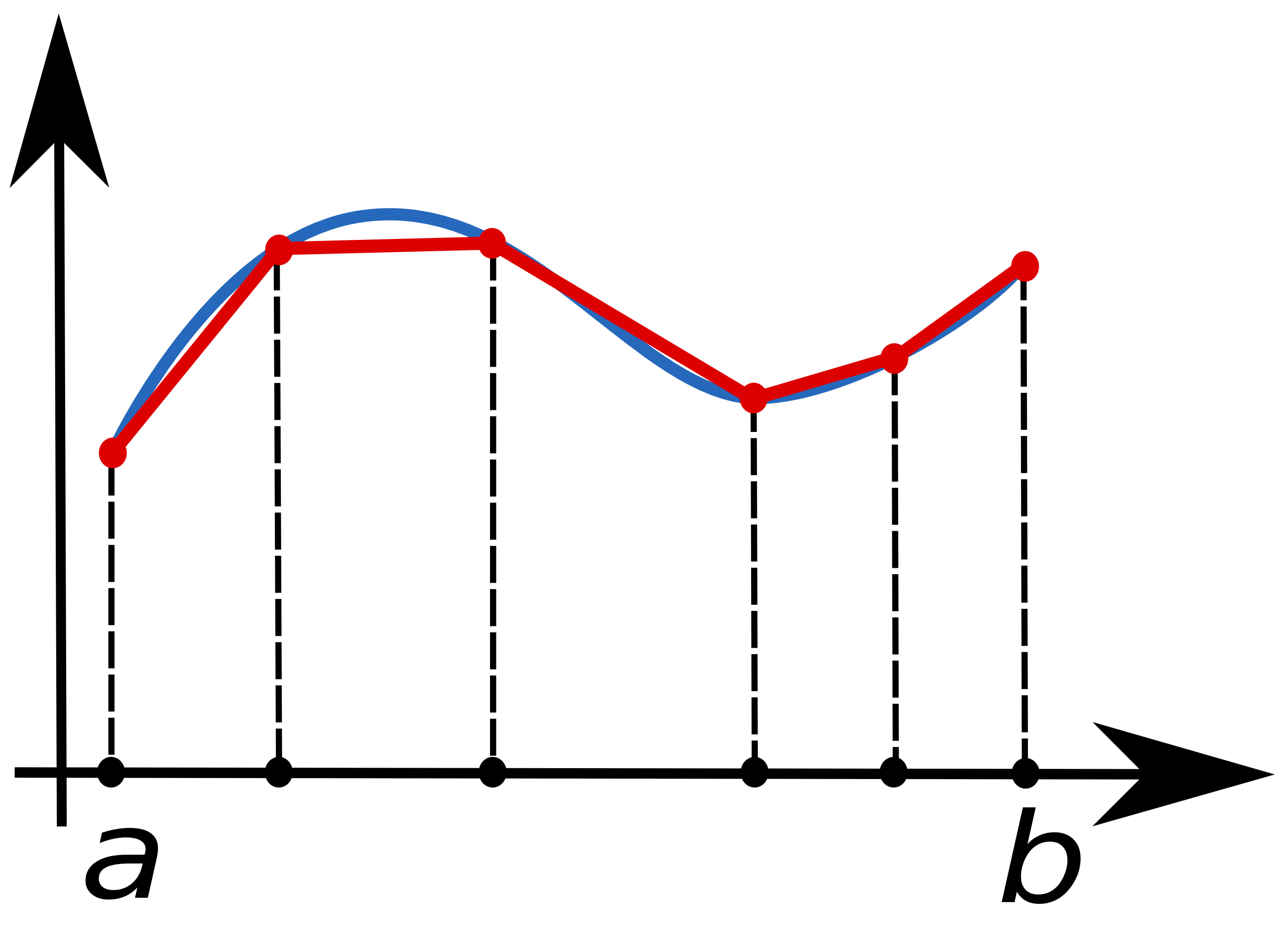
梯形公式的示意圖（長度不相同的區間）

給予{\displaystyle x_{1},\ldots ,x_{N}}以及{\displaystyle y_{1},\ldots ,y_{N}}，定積分就可以估算成
{\displaystyle \int _{a}^{b}f(x)\,dx\approx {\frac {1}{2}}\sum _{i=2}^{N}(x_{i}-x_{i-1})(y_{i}+y_{i-1})},
當中
{\displaystyle y_{i}=f(x_{i})}.

## 誤差分析
應用梯形公式的誤差值是真值數字與運用梯形公式結果的差異：
{\displaystyle {\text{error}}=\int _{a}^{b}f(x)\,dx-{\frac {b-a}{N}}\left[{f(a)+f(b) \over 2}+\sum _{k=1}^{N-1}f\left(a+k{\frac {b-a}{N}}\right)\right]}
如果 {\displaystyle (a,b)}中存在一個實數{\displaystyle \xi }，那麼
{\displaystyle {\text{error}}=-{\frac {(b-a)^{3}}{12N^{2}}}f''(\xi )}
对于中矩形公式，其误差类似的有：
{\displaystyle {\text{error}}=-{\frac {(b-a)^{3}}{24}}f''(\xi )}
如果被積函數是一個凸函數（亦即有一個正值二階導數），那麼誤差會是一個負數，也代表梯形公式的估算值高估了真實數字。這可以利用一個幾何圖形代去表達：梯形不但覆蓋曲線下的面積更超越其範圍。同樣地，如果被積函數是一個凹函數，梯形公式就會低估其真實數字因為曲線下部份面積沒有被計算在內。如果被積函數中有拐點。它的錯誤是比較難去估計。
一般而言有數種方法可以去分析誤差，例如是：傅利葉級數。
在{\displaystyle N\rightarrow \infty }的情況下，趨向性的估計誤差是：
{\displaystyle {\text{error}}=-{\frac {(b-a)^{2}}{12N^{2}}}{\big [}f'(b)-f'(a){\big ]}+O(N^{-3}).}